# Grūda (jezero)
Grūda je jezero koje se nalazi u blizini sela Ašašninkai između Litve i Bjelorusije, 30 kilometara jugoistočno od Druskininkaija. Jezero je podijeljeno između dvije zemlje. Litva kontrolira oko 70% jezera. Jezero je popularno mjesto za ribolov. Prosječna dubina je oko 2,5 metara dok je najveća dubina veća od 5 metara.

## Vanjske poveznice
|  | Zajednički poslužitelj ima još gradiva o temi Grūda (jezero) |